# Matematická biologie
Matematická biologie (méně též biomatematika) je obor biologie používající matematické metody ke studiu živých organismů. Jde o poměrně široký obor, který zahrnuje matematické přístupy ke zpracování biologických dat (např. bioinformatika a biostatistika) a matematické a počítačové modelování biologických systémů (např. biokybernetika, ekologie).